# Absorpční koeficient
Absorpční koeficient vyjadřuje schopnost látky absorbovat světlo, respektive elektromagnetické záření.
Jedná se o konstantu vztaženou k dané látce o určité koncentraci [mol·dm−3] a k délce [cm] dráhy, kterou světlo látkou projde, jednotkou absorpčního koeficientu je potom dm3·mol−1·cm−1. Někdy se absorpční koeficient vztahuje ke koncentraci v g/dm3, v tom případě je jednotkou absorpčního koeficientu dm3.g−1·cm−1.
Značkou absorpčního koeficientu je ε.
Absorpční koeficient je jedna z veličin Lambertova–Beerova zákona používaného ve spektrofotometrii. Dále se absorpční koeficient uplatňuje v astronomii, kdy charakterizuje schopnost absorbance elektromagnetického záření mlhovin nebo hvězd.